# Joseph Odenwald
Joseph Odenwald (* 24. Dezember 1788 in Dobergast; † 28. November 1859 in Frankenthal) war ein deutscher Lehrer und Politiker.

## Leben
Leo war evangelisch-lutherischer Konfession und mit Eva Rosina Remda (* 1896 in Quesnitz; † 22. Februar 1868 in Frankenthal) verheiratet. Er war seit 1828 Schullehrer in Frankenthal. 1858 trat er als Hauptlehrer in den Ruhestand.
Vom 10. November 1851 bis zum 17. Juni 1854 war er Abgeordneter im Landtag Reuß jüngerer Linie. Im Landtag war er Alterspräsident.